# Syngonanthus trichophyllus
Syngonanthus trichophyllus är en gräsväxtart som beskrevs av Harold Norman Moldenke. Syngonanthus trichophyllus ingår i släktet Syngonanthus och familjen Eriocaulaceae. Inga underarter finns listade i Catalogue of Life.